# 僕のこと
「僕のこと」（ぼくのこと）は、日本のロックバンド・Mrs. GREEN APPLEの8作目のシングル。2019年1月9日にユニバーサルミュージック内のレーベル・EMI Recordsより発売された。

## 背景とリリース
2018年8月1日発売の7thシングル「青と夏」以来約5ヶ月ぶりのマキシシングル。3作目となる映像作品『ENSEMBLE TOUR 〜ソワレ・ドゥ・ラ・ブリュ〜』と同時発売された。
初回限定盤と通常盤の2形態で発売された。初回限定盤には特典として「僕のこと」のミュージック・ビデオとメイキング映像に加え、ライブハウスツアー「LIVE HOUSE TOUR 2018《ゼンジン未到とプロテスト 〜回帰編〜》」うち、札幌ペニーレーン24で開催された公演の中から「藍」「アンゼンパイ」「soFt-dRink」「私」「WaLL FloWeR」の公演映像が収録されたDVDが同梱された。また、iTunes Storeで本シングルを購入した場合は前述の札幌公演から「No.7」の音源と映像がダウンロードできる特典が付与された。
| 形態       | 規格   | 規格品番   |
| ---------- | ------ | ---------- |
| 初回限定盤 | CD+DVD | UPCH-89399 |
| 通常盤     | CD     | UPCH-80509 |

## 収録内容
| 全作詞・作曲・編曲: 大森元貴。 |              |           |            |                                             |      |
| #                              | タイトル     | 作詞      | 作曲・編曲 |                                             | 時間 |
| 1.                             | 「僕のこと」 | 大森元貴  | 大森元貴   | ストリングス&トランペット・アレンジ: 伊藤賢 | 5:22 |
| 2.                             | 「灯火」     | 大森元貴  | 大森元貴   | バイオリン・アレンジ: 山下洋介              | 3:44 |
| 3.                             | 「Folktale」 | 大森元貴  | 大森元貴   |                                             | 4:27 |
| 合計時間:                      | 合計時間:    | 合計時間: | 13:33      |                                             |      |

| #  | タイトル                                                                                    | 作詞 | 作曲・編曲 | 監督     |
| -- | ------------------------------------------------------------------------------------------- | ---- | ---------- | -------- |
| 1. | 「僕のこと Music Video」                                                                    |      |            | 多田卓也 |
| 2. | 「The Making of "僕のこと"」                                                                |      |            | 石川駿人 |
| 3. | 「「ゼンジン未到とプロテスト ～回帰編～」at 札幌ペニーレーン24 on 17th November, 2018より」 |      |            | 川崎龍弥 |

## 楽曲解説
僕のこと
マーチングの要素を含む壮大なロックバラード。ボーカル・大森は本楽曲の歌詞について、人生賛歌をテーマに負けた側もそれまでのことも全部肯定できる人生だということを定義するように書いたといい、最初の段階から無責任に「頑張れ」と書かないように決めたという。
2021年1月、「青と夏」「インフェルノ」「点描の唄 (feat. 井上苑子)」に次ぐ自身4曲目のストリーミング累計再生回数1億回を突破した。
2022年11月より、大塚製薬・カロリーメイト受験生応援シリーズCM「狭い広い世界で」篇にてオーケストラアレンジで再収録された「僕のこと (Orchestra ver.)」が起用され、2023年1月9日に配信限定シングルとしてリリースされた。
灯火
2014年頃に制作された楽曲。
Folktale
タイトルは直訳して民話を意味しており、皆で歌って楽しい気持ちになれる安らぎの楽曲を目指して制作された。

## クレジット
Mrs. GREEN APPLE
Vocal, A.& E. Guitar, 12 Strings Guitar, Chorus & Programming：大森元貴
E. Guitar：若井滉斗
Drums：山中綾華
A. Piano：藤澤涼架
E. Bass, Contrabass：髙野清宗
僕のこと
Violin 1：吉田篤貴, 大嶋世菜, 沖増菜摘, 松村宏樹
Violin 2：佐藤帆乃佳, 地行美穂, 銘苅麻野, 白澤美佳
Viola：三品芽生, 萩谷金太郎
Cello：内田麒麟, 村中俊之
Tp：中山浩佑
Add. Synthesizer Programming：伊藤賢
灯火
Violin：須原杏
Add. Synthesizer Programming：山下洋介

## 僕のこと (Orchestra ver.)
「僕のこと (Orchestra ver.)」（ぼくのこと (オーケストラ・ヴァージョン)）は、日本のロックバンド・Mrs. GREEN APPLEの6作目の配信限定シングル。2023年1月9日にユニバーサルミュージック内のレーベル・EMI Recordsより発売された。

### 概要
本楽曲は、2022年11月26日より地上波でオンエアされているカロリーメイト受験生応援テレビCM「狭い広い世界で」編で起用され、テレビCMでは楽曲の一部が使用された。原曲リリースからちょうど4年となる2023年1月9日に配信限定シングルとしてリリースされた。
俳優の山時聡真、奥智哉がそれぞれ受験生役、友人役として出演し、メンバーもカメオ出演している本CMは、地上波でオンエアされている30秒CMのほかに、120秒のフルバージョンもあり、これは公式YouTubeチャンネルなどで公開されている。12月7日より、120秒CMの地上波でのオンエアが開始された。また、公式YouTubeチャンネルなどでは本CMのメイキング映像も公開されている。
2023年11月11日、本CMが、あらゆる領域のクリエイティブを対象としたアワード「2023 63rd ACC TOKYOCREATIVITY AWARDS フィルム部門」において、「総務大臣賞」に選出された。本CMは、同年6月に発表された「第60回ギャラクシー賞 CM部門」の「大賞」、8月に発表された「第76回広告電通賞 フィルム広告部門」の「フィルム広告最高賞」にも選出されており、日本の有名な広告賞のうち、3つを獲得するという快挙を達成した。

### 楽曲解説
本楽曲は、2019年リリースの原曲に新たなオーケストラアレンジを加えたバージョンとなっている。これに関し、ボーカル・大森は「『バンドサウンドではなくて、この曲が持っている情景を最大限に感じたい』と、メンバーと話をした」、ギター・若井は「オーケストラバージョンになることによって、さらに歌詞が届くようになった、1つ1つのフレーズがしっかりと届くようになったなと感じた」、キーボード・藤澤は「楽曲の持つ大きさみたいなものがバンドとは違った届き方がするなって思いました」と語った。
また、ボーカルも再録されており、これに関し、若井は「（大森の）ボーカルの息遣いだったりとか、ニュアンスも変わってる部分があり、面白いなと思った」、大森は「原曲には青さ、爽やかなパワーみたいなものがあったが、この曲の持ってるポテンシャルをもうちょっと俯瞰した立場で楽曲を紡いでいるような感覚だった」「4年前の自分を思い返し、この歌詞の意味が当時より今の方がうまく歌えてる気がする」と語った。

## タイアップ
| 年     | 楽曲                      | タイアップ                                                                       |
| ------ | ------------------------- | -------------------------------------------------------------------------------- |
| 2018年 | 僕のこと                  | 日本テレビ他民放43社共同制作「第97回全国高等学校サッカー選手権大会」応援歌       |
| 2021年 | 僕のこと                  | ABEMA『今日好き部 文化祭プロジェクト 〜何者にでもなれる、今日が好き。〜』 課題曲 |
| 2019年 | Folktale                  | SoftBank「月への階段」篇CMソング                                                 |
| 2022年 | 僕のこと (Orchestra ver.) | カロリーメイト受験生応援シリーズ第9弾CM「狭い広い世界で」篇CMソング              |

## カバー

### 僕のこと
- Superfly - カバーアルバム『Amazing』（2025年6月18日発売、ユニバーサルシグマ）に収録。同年5月26日より、先行配信販売が開始された[25]。